# Nechtan
Nechtan je keltský bůh z oblasti Irska. Je to vodní bůh. Na Nechtanově kopci (Sídh Nechtan) byla posvátná studna inspirace, která byla zdrojem veškeré moudrosti a přístup k ní měli pouze Nechtan a jeho tři číšníci. Studna se nacházela ve stínu magických lískových keřů, které plodily temně červené oříšky. Ty poskytovaly vědomosti o všem na světě a pojídal je božský vědoucí losos žijící ve studánce. Ovšem jednoho dne zákaz porušila Boann, která se odvážila zapovězenou studnu navštívit. Voda ve studánce se vzedmula, aby Boann odplavila. Tak ze studánky vznikla řeka Boyne a lososi se stali jejími obyvateli. Boann byla navždy spojena s touto řekou a stala se Nechtanovou ženou. Později mu však byla nevěrná s Dagdou.